# United City Football Club
Lo United City Football Club, meglio noto come United City e in passato come Ceres-Negros o semplicemente Ceres, è una società calcistica filippina con sede nella città di Bacolod. Milita nella Philippines Football League.

## Organico

### Rosa 2022
| N. |                       | Ruolo | Calciatore       |
| -- | --------------------- | ----- | ---------------- |
| 1  | Filippine (bandiera)  | P     | Anthony Pinthus  |
| 2  | Norvegia (bandiera)   | D     | Simen Lyngbø     |
| 3  | Filippine (bandiera)  | D     | Dean Ebarle      |
| 6  | Tagikistan (bandiera) | C     | Amirbek Çūraboev |
| 7  | Filippine (bandiera)  | A     | Paolo Salenga    |
| 8  | Filippine (bandiera)  | A     | Kieran Hayes     |
| 10 | Filippine (bandiera)  | C     | Andreas Esswein  |
| 11 | Filippine (bandiera)  | A     | Kenshiro Daniels |
| 13 | Filippine (bandiera)  | A     | Pocholo Bugas    |
| 14 | Filippine (bandiera)  | C     | Hikaru Minegishi |
| 15 | Filippine (bandiera)  | D     | Arnie Pasinabo   |

| N. |                      | Ruolo | Calciatore            |
| -- | -------------------- | ----- | --------------------- |
| 16 | Filippine (bandiera) | P     | Florencio Badelic Jr. |
| 17 | Filippine (bandiera) | A     | Ivan Ouano            |
| 19 | Filippine (bandiera) | A     | Curt Dizon            |
| 20 | Filippine (bandiera) | A     | Mark Hartmann         |
| 22 | Filippine (bandiera) | D     | Jordan Jarvis         |
| 23 | Sudafrica (bandiera) | D     | Alan Robertson        |
| 30 | Argentina (bandiera) | C     | Ricardo Sendra        |
| 44 | Filippine (bandiera) | D     | Mathew Custodio       |
| 88 | Filippine (bandiera) | D     | William Grierson      |
| 99 | Filippine (bandiera) | D     | Pete Forrosuelo       |

## Palmarès

### Competizioni nazionali
- PFF National Men's Club Championship: 2

2012-2013, 2013-2014
- United Football League: 1

2015
- Philippines Football League: 4

2017, 2018, 2019, 2020

### Altri piazzamenti
- United Football League:

Secondo posto: 2016